# افرايم كلارك
افرايم كلارك (بالإنجليزية: Ephraim Clarke)‏ هو سياسي أسترالي، ولد في 21 أغسطس 1846 في أستراليا، وتوفي في 15 أبريل 1921 في بانباري في أستراليا. حزبياً، نشط في Nationalist Party (Australia) ‏.